# Bridgewater (Iowa)
Bridgewater es una ciudad ubicada en el condado de Adair, Iowa, Estados Unidos. Tiene una población estimada, a mediados de 2022, de 148 habitantes.

## Geografía
Según la Oficina del Censo de los Estados Unidos, la localidad tiene un área de 0,75 km², correspondientes en su totalidad a tierra firme.

## Demografía

### Censo de 2020
Según el censo de 2020, en ese momento había 148 personas residiendo en la localidad. La densidad de población era de 197.33 hab./km². Había 89 viviendas, lo que representaba una densidad de 118.67 viviendas/km². El 93.9% de los habitantes eran blancos, el 0.7% era de otra raza y el 5.4% eran de una mezcla de razas. Del total de la población, el 4.1% eran hispanos o latinos de cualquier raza.

### Censo de 2000
Según el censo de 2000, en ese momento los ingresos medios de los hogares de la localidad eran de $30,536 y los ingresos medios de las familias eran de $31,625. Los hombres tenían ingresos medios por $27,188 frente a los $20,417 que percibían las mujeres. Los ingresos per cápita para la localidad eran de $18,780. Alrededor del 7% de la población estaba por debajo del umbral de pobreza.